# Eskilstuna United DFF

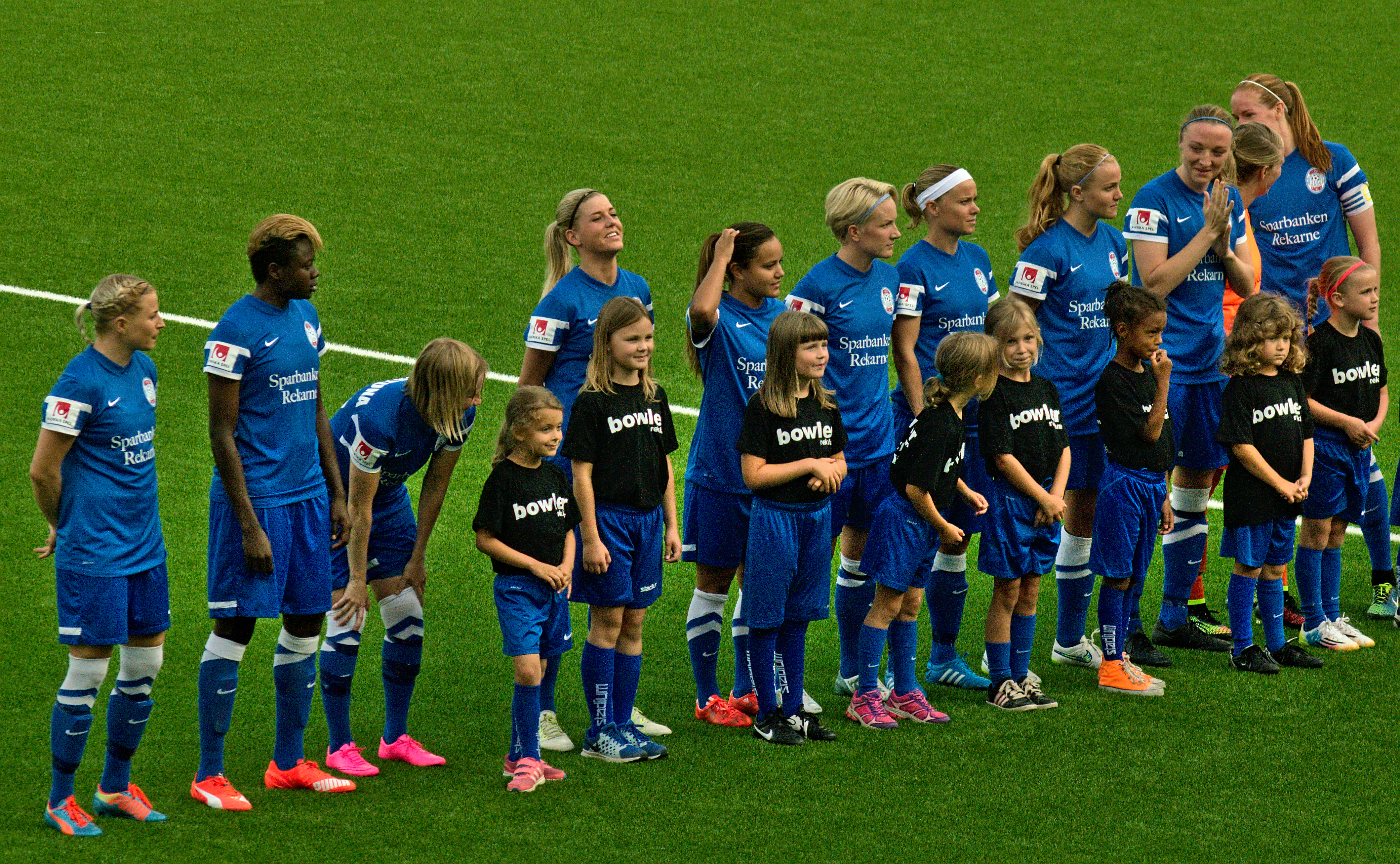
El Eskilstuna United en el 2015.

El Eskilstuna United DFF es un club de fútbol femenino sueco con sede en Eskilstuna. Fue fundado en 2002 y, desde el 2014, juega en la Damallsvenskan, máxima categoría del fútbol femenino en Suecia. Hace de local en el Estadio Tunavallen, con una capacidad para 7.800 espectadores.

## Historia
El Eskilstuna United fue fundado en 2002, y dos años después debutó en Segunda División. Descendió en 2009, pero regresó al año siguiente y en 2013 ascendió a la Damallsvenskan.

## Trayectoria liguera
|             | 04  | 05  | 06  | 07  | 08  | 09   | 10  | 11  | 12  | 13  | 14  | 15  | 16  | 17  | 18  | 19  | 20   |
| ----------- | --- | --- | --- | --- | --- | ---- | --- | --- | --- | --- | --- | --- | --- | --- | --- | --- | ---- |
| 1ª División |     |     |     |     |     |      |     |     |     |     | 7.º | 2.º | 3.º | 3.º | 6.º | 4.º | 10.º |
| 2ª División | 4.º | 4.º | 4.º | 7.º | 4.º | 10.º |     | 6.º | 4.º | 1.º |     |     |     |     |     |     |      |
| 3ª División |     |     |     |     |     |      | 1.º |     |     |     |     |     |     |     |     |     |      |